# Noh Do-hee
Noh Do-hee (in hangŭl: 노도희; Seul, 13 dicembre 1995) è una pattinatrice di short track sudcoreana.

## Palmarès
- Mondiali

Mosca 2015: oro nella staffetta 5000 m;
Seul 2016: oro nella staffetta 5000 m;